# Pierre de Guingand
Octave-Pierre Deguingand, dit Pierre de Guingand, né le 6 juin 1885 à Paris XVIe et mort le 10 juin 1964 à Versailles,, est un acteur français.

## Biographie
Il fait ses débuts sur les planches en 1908 comme jeune premier de l'adaptation théâtrale du roman régionaliste Ramuntcho, de Pierre Loti. Il poursuit dans la veine comique avec des pièces de Sacha Guitry : Petite Hollande (1908), puis La Pèlerine écossaise (1914) et  Une faible femme (1920).
Réformé médical, il est reconnu apte au service auxiliaire dès août 1914. Il est affecté comme automobiliste au 13e régiment d'artillerie avant de passer au sein du 1er groupe d'aviation en février 1915. Breveté pilote le 19 septembre 1915, maréchal des logis en mai 1916, Pierre Deguingand sert comme instructeur à l'école d'aviation de Buc. Il est rendu à la vie civile en avril 1919.
C'est grâce à Henri Diamant-Berger qu'en 1921, il fait ses débuts au cinéma, avec Les Trois Mousquetaires dans le rôle d'Aramis, aux côtés d'Aimé Simon-Girard et de Pierrette Madd. Sa carrière se poursuit après l'arrivée du cinéma parlant.

## Filmographie
- 1921 : Les Trois Mousquetaires de Henri Diamant-Berger - Film tourné en 12 épisodes (14,500 mètres) - 1: L'auberge de Meung, 2: Les Mousquetaires de M. de Tréville, 3: La lingère du Louvre, 4: Les ferrets de diamant, 5: Pour l'honneur de la reine, 6: Le bal des échevins, 7: Le pavillon d'Estrées, 8: L'auberge du Colombier Rouge, 9: Le bastion Saint-Gervais, 10: La tour de Portsmouth, 11: Le couvent de Béthune, 12: La cabane de la Lys - Aramis
- 1922 : Vingt Ans après de Henri Diamant-Berger - Film tourné en 10 épisodes - 1: Le fantôme de Richelieu, 2: Le donjon de Vincennes, 3: La bataille de Lens, 4: Le fils de Milady, 5: La guerre des rues, 6: Dans les camps opposés, 7: Au pied de l'échafaud, 8: La Felouque L'Eclair, 9: La bataille de Charenton, 10: L'aventure du cardinal Mazarin - Aramis
- 1922 : Le Mauvais Garçon de Henri Diamant-Berger : Le frère
- 1923 : Le Roi de la vitesse de Henri Diamant-Berger : Guy Damballe
- 1924 : L'Emprise de Henri Diamant-Berger : Roger Vemhes
- 1924 : Le Vert galant de René Leprince - Film tourné en 8 épisodes. Liste des épisodes : Le roi sans royaume, Le miroir magique, Les gants empoisonnés, L'inquisiteur et le sorcier, Le message d'amour, L'envoûtement, Au secours de l'ennemi, Le triomphe du Béarnais
- 1925 : Fanfan La Tulipe de René Leprince - Film tourné en 8 épisodes. Liste des épisodes : Pour l'amour d'une belle, La lettre de cachet, Une maladie diplomatique, épisode non connu, Fanfan la Rose, L'enlèvement de Peette, Le départ du maréchal, Fontenoy
- 1928 : L'Équipage de Maurice Tourneur : Thélis
- 1928 : La Possession de Léonce Perret : Serge de Chavres
- 1929 : Je baise votre main, Madame (Ich küsse ihre hand, Madame) de Robert Land
- 1930 : Au bonheur des dames de Julien Duvivier : Octave Mouret
- 1931 : Le Bal de Wilhelm Thiele
- 1931 : La Chance de René Guissart
- 1932 : Une faible femme de Max de Vaucorbeil
- 1933 : Le Grand Bluff de Maurice Champreux
- 1933 : Six cent mille francs par mois de Léo Joannon
- 1934 : Chourinette d'André Hugon : Ferdinand de Brézolles
- 1934 : Le Grand Jeu de Jacques feyder : le capitaine
- 1936 : L'Appel du silence de Léon Poirier : le général Laperrine
- 1937 : Sarati le terrible de André Hugon
- 1937 : Sœurs d'armes de Léon Poirier
- 1938 : Remontons les Champs-Élysées de Sacha Guitry

## Théâtre
- 1908 : Ramuntcho de Pierre Loti, mise en scène André Antoine, Théâtre de l'Odéon
- 1914 : La Pèlerine écossaise de Sacha Guitry, Théâtre des Bouffes-Parisiens
- 1920 : Une faible femme de Jacques Deval
- 1921 : 
  - Une danseuse est morte de Charles Le Bargy, Théâtre des Galeries Saint Hubert
  - Chéri de Colette, mise en scène Robert Clermont, théâtre Michel à Paris
- 1924 : Le Tribun de Paul Bourget
- 1925 : Le Prince charmant de Tristan Bernard, Théâtre Michel
- 1926 : 
  - Plaire! d’André Birabeau
  - Un perdreau de l'année de Tristan Bernard, Théâtre Michel
- 1931 : Le Cyclone de Somerset Maugham, mise en scène Jacques Baumer, Théâtre des Ambassadeurs
- 1941 : Tout n'est pas noir d'André Birabeau, mise en scène Robert Blome, Théâtre Daunou